# Bücker Bü 131
De Bücker Bü 131 Jungmann is een Duits dubbeldekker-lesvliegtuig gebouwd door Bücker. De eerste vlucht vond plaats op 27 april 1934. Het werd door de Luftwaffe gebruikt tijdens de Tweede Wereldoorlog.
De Jungmann is door Hongarije, Japan, Spanje, Tsjechoslowakije en Zwitserland in licentie geproduceerd. In Tsjechoslowakije gebeurde dat bij Aero als C-4 en Tatra als T-131. In Spanje bij Construcciones Aeronáuticas als CASA 1.131. In Japan bij Kokusai als Ki-86A voor het Japanse leger, en bij Kyushu Hikoki als K9W1 voor de Japanse marine.
De Nederlandse Luchtvaartafdeeling had een Jungmann op de vliegschool van Soesterberg in 1937. De lichtblauwe Jungmann werd gebruikt voor luchtacrobatiek en voor het rugvliegen. In 1938 vloog luitenant Gerben Sonderman met de Jungmann in de internationale kunstvliegwedstrijd in Eelde.

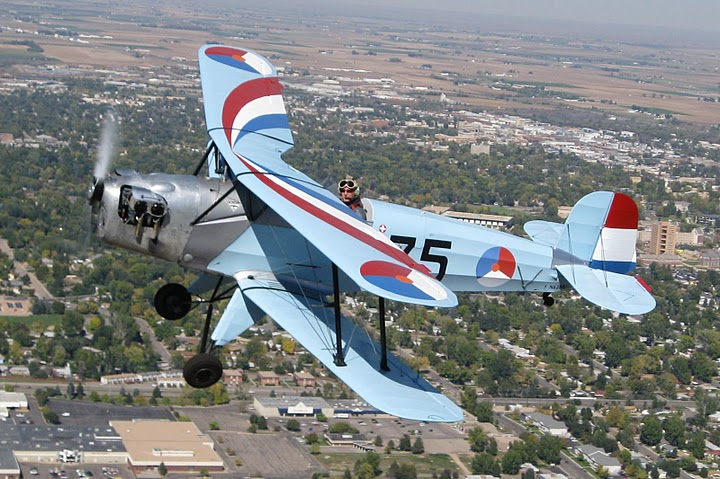
Een vliegende CASA 1.131, Colorado, 2008

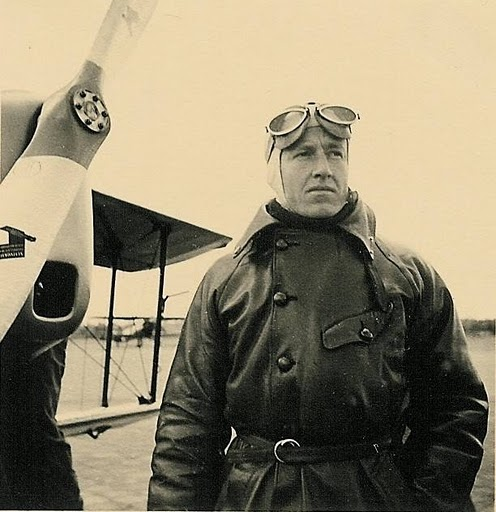
Gerben Sonderman voor een Bücker Jungmann, rond 1938

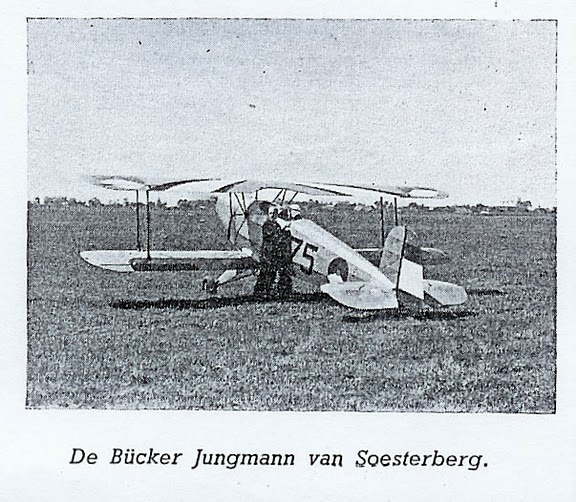
Bücker Jungmann met Hirth-motor op Vliegveld Eelde

## Specificaties
- Bemanning: 2, een leerling en een instructeur
- Lengte: 6,62 m
- Spanwijdte: 7,40 m
- Hoogte: 2,35 m
- Vleugeloppervlak: 13,5 m2
- Leeggewicht: 380 kg
- Startgewicht: 670 kg
- Motor: 1× Hirth HM 504 4-cilinder, 70 kW (100 pk)
- Maximumsnelheid: 183 km/h
- Kruissnelheid: 170 km/h
- Vliegbereik: 628 km
- Dienstplafond: 4 050 m
- Klimsnelheid: 2,8 m/s

## Gebruikers
- Finland
- Hongarije
- Japan
- Onafhankelijke Staat Kroatië
- Nederland
- Roemenië
- Tsjechoslowakije
- Zuid-Afrika
- Zweden
- Zwitserland

### Gerelateerde ontwikkelingen
- Bücker Bü 133
- Tatra T-001

### Vergelijkbare vliegtuigen
- Boeing-Stearman Model 75
- de Havilland Tiger Moth
- Stampe en Vertongen SV.4
- Polikarpov Po-2